# Rosa Venerini
Rosa Venerini (Viterbe, 9 février 1656 - Rome, 7 mai 1728) est une religieuse italienne, fondatrice des Pieuses Maîtresses Venerini et reconnue sainte par l'Église catholique.

## Jeunesse
Rosa Venerini est née le 9 février 1656 à Viterbe. Ses parents, Godefroi Venerini et Marzia Zampechetti ont trois autres enfants, Dominique, Marie-Madeleine et Horace. Son père est médecin, originaire de Castelleone di Suasa dans la Province d'Ancône, il exerce à Viterbe.
Petite fille d'une grande sensibilité et d'une fine intelligence, son éducation chrétienne développe en elle de grandes qualités de cœur et de fermes principes religieux. À l'âge de 7 ans, elle fait vœu de se consacrer à Dieu.
Durant son adolescence, elle est en proie à de nombreux conflits intérieurs, entre les attractions du monde et sa promesse, mais elle dépasse ses crises par la prière et les mortifications.
Arrivée à l'âge de 20 ans, Rosa s'interroge : pour les femmes, à cette époque, il n'y a que le mariage ou le couvent. Elle se sent appelée au service de l'Église, mais ne parvient pas encore clairement à déterminer sa vocation.
Fin 1676, en accord avec ses parents, elle rejoint le monastère dominicain de Sainte-Catherine à Viterbe où elle espère prononcer ses vœux. Mais la mort prématurée de son père l'oblige à retourner chez elle pour rester auprès de sa mère dont la santé est fragile.
Après le décès prématuré de son frère Dominique, la mort de sa mère, et le mariage de sa sœur, en mai 1684 elle commence à rassembler des enfants et leurs mamans dans sa maison pour la récitation du Rosaire. C'est à cette époque qu'elle réalise la pauvreté culturelle, morale et spirituelle des femmes de son temps, et qu'elle envisage la création d'écoles pour offrir une formation chrétienne satisfaisante à toutes ces personnes.
C'est le 30 août 1685 que Rosa, avec l’approbation de l’évêque de Viterbe, le cardinal Urbano Sacchetti, et la collaboration de deux compagnes, Gerolama Coluzzelli et Porzia Bacci, quitte sa maison pour fonder une première école, dans le but de donner une formation chrétienne complète aux femmes du peuple et de les préparer à la vie qui les attend. C'est la création de la « première école publique féminine en Italie ».
Toutefois, les débuts ne sont pas faciles. Les maîtresses affrontent les résistances de la part du clergé qui se voit privé de l’enseignement de la catéchèse fait auparavant exclusivement par lui. De plus, les lettrés de la ville de Viterbe n'admettent pas l'audace de cette bourgeoise qui s'occupe d'instruire des femmes qui, à leurs yeux, n'ont pas besoin d'instruction.
Petit à petit pourtant, elle est soutenue par le clergé qui approuve son initiative, et sa renommée dépasse le cadre du diocèse.
C'est ainsi que l'évêque de Montefiascone, Marc-Antoine Barbarigo, fait appel à elle, et qu'elle ouvre de 1692 à 1694 une dizaine d'écoles à Montefiascone et aux abords du Lac de Bolsena. L'évêque fournit les moyens matériels, et Rosa forme les maîtresses et organise les écoles. Elle confie ensuite la direction des écoles à Lucia Filippini (qui sera canonisée en 1930).
Ensuite, d'autres écoles sont créées dans la province du Latium tandis que Rosa rejoint Rome en 1706. Là, elle se retrouve en butte à bon nombre d'hostilités, et doit attendre six ans pour pouvoir enfin, le 8 décembre 1713, ouvrir une école au centre de Rome.
Le 24 octobre 1716, elle a la visite du pape Clément XI qui, accompagné par huit cardinaux, veut assister aux leçons. Ce dernier est enthousiasmé et s'adresse à elle en lui disant : « Madame Rosa, vous faites ce que nous n’arrivons pas à faire, nous vous remercions, car avec ces écoles, vous sanctifierez Rome ».
Dès lors, tous les évêques veulent avoir leurs écoles dans leurs diocèses, et Rosa se dépense sans compter pour y pourvoir.
Le 7 mai 1728 Rosa meurt dans la Maison de Saint Marc, à Rome. Elle a ouvert plus de 40 écoles. À l'occasion de sa béatification, en 1952, ses reliques sont transférées dans la chapelle de la Maison générale à Rome.

## Spiritualité
Dès ses premiers contacts avec les pères dominicains des environs de Viterbe, elle suit la spiritualité de saint Ignace, sous la direction spirituelle du père jésuite Ignace Martinelli.
Rosa pratique d'intenses et profondes oraisons, qui sont pour elle l’« aliment essentiel de l’âme ». Elle vit l'Eucharistie quotidienne de manière mystique, en union avec Dieu. Elle parle de « Cercle Maximum » pour cette manière de s'élever à Dieu.
Elle a compris que pour annoncer la bonne nouvelle de l'Évangile il faut que les personnes qui la reçoivent soient libérées de l'ignorance. De même qu'elle a saisi, très en avance sur son temps, que la formation des femmes est indispensable. « Éduquer pour libérer » est le principe que la fondatrice a inculqué à la congrégation des sœurs les Pieuses Maîtresses Venerini (congregazione delle Maestre Pie Venerini), et que celles-ci perpétuent encore aujourd'hui.
La congrégation soutient les italiens immigrés aux États-Unis en 1909, et étend son service apostolique en Suisse, en Inde, au Brésil, au Cameroun en Roumanie, en Albanie, au Chili, au Venezuela et au Nigeria.

## Citations
- « Je suis tellement plongée dans la volonté divine, qu’il ne m’importe ni de la mort, ni de la vie : je veux vivre quand il le veut, et je veux le servir lorsque cela lui plaît et rien de plus ». (Biographie Andreucci, p. 515)

## Béatification, canonisation
- Rosa Venerini est béatifiée à Rome le 4 mai 1952 par le pape Pie XII.
- Elle est canonisée à Rome le 15 octobre 2006 par le pape Benoît XVI.
- Sa fête est le 7 mai.

Lors de la messe de canonisation, le pape dit qu'elle ne se contentait pas de donner une bonne instruction aux jeunes filles mais qu'elle se souciait de leur donner une formation complète, avec de solides références à l'enseignement doctrinal de l'Église. Son style apostolique continue à caractériser encore aujourd'hui la vie de la congrégation qu'elle a fondée. Combien est encore valable et actuel pour la société le service que les sœurs de la congrégation accomplissent dans le domaine éducatif et spécialement dans le domaine de la formation de la femme !